# Rio Carhagău
O Rio Carhagău é um rio da Romênia, afluente do Putna, localizado no distrito de Vrancea.